# Atida Mifarma
Atida Mifarma (conocido anteriormente como Mifarma) es una multinacional parafarmacéutica española con sede en la ciudad de Albacete. Es un gran proveedor en línea de productos de parafarmacia en el ámbito internacional.
Tiene su origen en una pequeña farmacia abierta en la década de 1980, que con el paso de los años fue creciendo hasta convertirse en la farmacia en línea con mayor volumen de ventas de España.[cita requerida] En 2019 el fondo de inversión británico Marcol se hizo con el control de la empresa, para crear la farmacia en línea más grande de Europa. En marzo de 2021, se creó la marca Mifarma by Atida Plus, que completó el proceso de cambio de dominio mifarma.es para dar lugar a atida.com/es-es. 
Distribuye más de 30 000 productos a todo el mundo, tiene más de dos millones de clientes y en 2020 facturó 80 millones de euros. Figura en el ranking FT1000 del Financial Times entre las empresas de Europa con más perspectiva de crecimiento.
Tiene sus oficinas centrales en el centro de Albacete. En la actualidad está construyendo una nueva planta logística de 25 000 metros cuadrados en Romica, mientras que su sede logística actual está situada en el Polígono Industrial Camporrosso.
En 2018 el gigante del e-commerce de la parafarmacia recibió el Premio al Mérito Empresarial de Castilla-La Mancha de la Junta de Comunidades de Castilla-La Mancha. En 2019 fue galardonado en los Premios Empresariales San Juan con el premio empresa en nuevas tecnologías e innovación.